# Prothrapur
Prothrapur là một thị trấn thống kê (census town) của huyện South Andaman thuộc bang Quần đảo Andaman và Nicobar, Ấn Độ.